# Абді Ібрагім Абсієх
Абді Ібрагім Абсієх (Abdi Ibrahim Absieh) (1953) — джибутійський дипломат. Надзвичайний і Повноважний Посол Джибуті в Україні за сумісництвом.

## Життєпис
Народився у 1953 році в Алі Сабіє району Джибуті. Має ступінь інженера громадських робіт. Служив більшу частину своєї кар'єри в Міністерстві громадських робіт, урбанізму і житлового будівництва. Перебував на посаді директора лабораторії будівництва, директора громадських робіт, а також генерального секретаря міністерства народної освіти. Обіймав посаду міністра освіти з 1999 року. Він одружений, має п'ятеро дітей.
З 7 грудня 2011 року — Надзвичайний і Повноважний Посол Джибуті в РФ.
З 6 грудня 2012 року — Надзвичайний і Повноважний Посол Джибуті в Україні за сумісництвом.
З 28 березня 2013 року — Надзвичайний і Повноважний Посол Джибуті в Казахстані за сумісництвом.
З 14 листопада 2013 року — Надзвичайний і Повноважний Посол Джибуті в Азербайджані за сумісництвом.